# Famille Boncompagni
Pour les articles homonymes, voir Boncompagni (homonymie).
La famille Buoncompagni, puis en 1681  Boncompagni-Ludovisi est une famille patricienne Bolonaise originaire probablement d'Ombrie

## Histoire
La famille Buoncompagni est originaire probablement d'Ombrie. Cristoforo (1470-1546) épouse la noble Angela Marescalchi ce qui marque l'entrée dans l'aristocratie de la famille.
En 1572, Ugo Boncompagni, professeur de droit à l'Université de Bologne et cardinal catholique, devient le pape sous le nom de Grégoire XIII. Pour son fils Giacomo Boncompagni, il a acquis de François Marie II della Rovere le duché de Sora, qui devint alors une possession familiale. La famille comprenait également cinq autres cardinaux entre le XVIIe siècle et XVIIIe siècle.
Gregorio II Boncompagni était  seigneur de Piombino en 1706-1707.
Gregorio Boncompagni (1642 - 1707) prince de Piombino épouse Ippolita Ludovisi le 6 octobre 1681 donnant naissance à la branche Boncompagni -Ludovisi. L'historien Baldassarre Boncompagni-Ludovisi du XIXe siècle était membre de la famille.
En 1796, le duché de Sora est intégré dans le royaume de Naples et en 1801, la Principauté de Piombino est occupée par les troupes de Napoléon. Le prince Antonio II Boncompagni-Ludovisi est déposé et meurt en 1805.
En 1814, le Congrès de Vienne restaure la Principauté de Piombino qui retourne à la famille Boncompagni-Ludovisi, mais sous la suzeraineté du Grand-duché de Toscane. Le prince Maria Luigi Boncompagni-Ludovisi, VIe prince de Piombino et IXe duc de Sora  accepte la décision du Congrès de Vienne et renonce à la règle directe de sa principauté devenant prince de Piombino sous suzeraineté Toscane. Son fils a été le dernier prince vassal du Grand-Duché de Toscane annexée en 1859, lors de l'unification italienne.

## Personnalités
- Ugo Boncompagni (1502-1585), devenu pape Grégoire XIII en 1572
- Ignazio Gaetano Boncompagni-Ludovisi (1743-1790), cardinal italien
- Antonio Boncompagni Ludovisi (1808-1883), VIIe prince de Piombino, et homme politique
- Baldassare Boncompagni (1821-1894), prince de Piombino et historien
- Giacomo Boncompagni (1652-1734), cardinal italien
- Girolamo Boncompagni (1622-1684), cardinal italien
- Francesco Boncompagni (1592-1641), cardinal italien
- Francesco Boncompagni Ludovisi (1886-1955), homme d'État et aristocrate italien